# Antonio Rivas Martínez
Antonio Rivas Martínez (13 de septiembre de 1965, Alcázar de San Juan, Ciudad Real) es un exfutbolista y entrenador español.

## Trayectoria como jugador
Ocupando normalmente los puestos de defensa central o lateral izquierdo, se inició como juvenil el Club de Fútbol Gimnástico de Alcázar. De 1984 a 1987 milita en el Atlético de Madrid "B", ascendiendo al primer equipo en 1987. 
En la temporada 88-89 recala en el Real Club Deportivo Mallorca, en Segunda División. 
Para la campaña 1989 ficha por el Real Oviedo, equipo en el que permanecería casi una década, concretamente hasta mediados de la 98-99, cuando acepta una oferta del Albacete Balompié.
Finalmente, se retiró en el Benidorm CD.
En total jugó 14 temporadas en 1.ª División española, con un total de 242 partidos en los que marcó 16 goles.

## Trayectoria como entrenador
Tras pasar por las categorías inferiores del Real Oviedo, entrenó al primer equipo las temporadas 2003-2004, 2004-2005 y parte de la 2005-2006, en la que fue destituido. Consiguió el ascenso a Segunda división B en el verano de 2005.
Ha entrenado también al Club Atlético de Madrid "B" en categoría de Segunda División B - Grupo II, durante las temporadas 2009-2010 y 2010-2011.
La temporada 2011-2012 acepta dirigir al Club de Fútbol Fuenlabrada, en categoría de Tercera División,(Grupo 7), pero cesa en octubre.
Durante la temporada 2020-21, Rivas dirige al Juvenil A del Atlético de Madrid con el que finaliza el campeonato doméstico en la segunda posición.
El 7 de abril de 2021, firma como entrenador del Atlético de Madrid B de la Segunda División B de España.

## Clubes como jugador
| Club                                 | País   | Año       |
| ------------------------------------ | ------ | --------- |
| Club de Fútbol Gimnástico de Alcázar | España | Juvenil   |
| Club Atlético de Madrid "B"          | España | 1984-1987 |
| Atlético de Madrid                   | España | 1987-1988 |
| Real Club Deportivo Mallorca         | España | 1988-1989 |
| Real Oviedo                          | España | 1989-1998 |
| Albacete Balompié                    | España | 1998-1999 |
| Benidorm Club de Fútbol              | España | 1999-2000 |

## Clubes como entrenador
| Club                                | País   | Año       |
| ----------------------------------- | ------ | --------- |
| Real Oviedo                         | España | 2003-2006 |
| Club Atlético de Madrid Juvenil     | España | 2007-2009 |
| Club Atlético de Madrid "B"         | España | 2009-2011 |
| Club de Fútbol Fuenlabrada          | España | 2011-2012 |
| AD Alcorcón "B"                     | España | 2012-2014 |
| Club Atlético de Madrid Juvenil "A" | España | 2020-2021 |
| Club Atlético de Madrid "B"         | España | 2021-2021 |